# مقاطعة لانا
مقاطعة لانا (بالإنجليزية: Lääne County)‏ هي مقاطعة في إستونيا، تتبع إستونيا، بلغ عدد سكانها 24٬323  نسمة، في 1 يناير 2014، عاصمتها هابسالو، تبلغ مساحتها 2٬383٫14 كيلومتر مربع.

## الموقع
تشترك في الحدود مع:
- مقاطعة هاريو
- سار
- مقاطعة بارنو
- مقاطعة رابلا
- مقاطعة هيو.